# Кератин-асоційовані білки
Кератин-асоційовані білки — група білків, які утворюють матрикс волосся ссавців. Це низькомолекулярні білки з високим вмістом сірки.
Основу волосини утворюють проміжні філаменти, які складаються з кератинів. Ці філаменти оточені матриксом, складеним переважно кератин-асоційованими білками.

## Класифікація
Початково ці білки поділяли на високосірчані, дуже високосірчані та багаті на гліцин/тирозин. По мірі відкриття нових представників родини їх було класифіковано за гомологією амінокислотних послідовностей на 23 підродини.
Надалі кількість підродин збільшилася до 27, а потім і до 30.
Зокрема в людини відомо близько 100 генів кератин-асоційованих білків, які мають назву KRTAP, порядковий номер підродини, дефіс та номер гену всередині підродини:
- KRTAP1-1
- KRTAP1-3
- KRTAP1-4
- KRTAP1-5
- KRTAP2-1
- KRTAP2-2
- KRTAP2-3
- KRTAP2-4
- KRTAP3-1
- KRTAP3-2
- KRTAP3-3
- KRTAP4-1
- KRTAP4-2
- KRTAP4-3
- KRTAP4-4
- KRTAP4-5
- KRTAP4-6
- KRTAP4-8
- KRTAP4-9
- KRTAP4-11
- KRTAP4-12
- KRTAP5-1
- KRTAP5-2
- KRTAP5-3
- KRTAP5-4
- KRTAP5-5
- KRTAP5-6
- KRTAP5-7
- KRTAP5-8
- KRTAP5-9
- KRTAP5-10
- KRTAP5-11
- KRTAP6-1
- KRTAP6-2
- KRTAP7-1
- KRTAP8-1
- KRTAP9-1
- KRTAP9-2
- KRTAP9-3
- KRTAP9-4
- KRTAP9-6
- KRTAP9-7
- KRTAP9-8
- KRTAP9-9
- KRTAP10-1
- KRTAP10-2
- KRTAP10-3
- KRTAP10-6
- KRTAP10-7
- KRTAP10-8
- KRTAP10-9
- KRTAP10-10
- KRTAP10-11
- KRTAP10-12
- KRTAP11-1
- KRTAP12-1
- KRTAP12-2
- KRTAP12-3
- KRTAP12-4
- KRTAP13-1
- KRTAP13-2
- KRTAP13-3
- KRTAP13-4
- KRTAP15-1
- KRTAP16-1
- KRTAP17-1
- KRTAP19-1
- KRTAP19-2
- KRTAP19-3
- KRTAP19-4
- KRTAP19-5
- KRTAP19-6
- KRTAP19-7
- KRTAP19-8
- KRTAP20-1
- KRTAP20-2
- KRTAP20-3
- KRTAP21-1
- KRTAP21-2
- KRTAP21-3
- KRTAP22-1
- KRTAP22-2
- KRTAP23-1
- KRTAP24-1
- KRTAP25-1
- KRTAP26-1
- KRTAP27-1
- KRTAP29-1

Ці гени розташовані кластерами на 11-й (локуси  11p15.5, 11q13.4), 17-й (17q21.2) та 21-й (21q22.1, and 21q22.3) хромосомах людини.

## Еволюція
Імовірно, у предків сучасних ссавців існувало різноманіття генів, що кодують кератин-асоційовані білки. Найбільшого різноманіття родина досягла в гризунів. Групи, які втрачали волосяний покрив шкіри (китоподібні, слони, носороги), також мають велику кількість неактивних псевдогенів з цієї родини. Натомість у людини, попри зменшення волосяного покриву, кількість генів родини подібна до їх кількості в інших приматів.